# معركة وادي الشلف
معركة وادي الشلف هي مواجهة عسكرية وقعت في عام 1551 بعد أن انتهى تحالف السعديون مع العثمانيون وأدت إلى هزيمة السعديين .

## الخلفية التاريخية
ناشد سكان مدينة تلمسان شريف محمد شيخ سلطان المغرب شاكين له من الأتراك والإسبان ومن أميرهم زياني الحالي الذي كان ظالمًا للمسلمين لأنه فرض عليهم ضرائب باهظة لدفع الجزية لملك إسبانيا، وطلبوا منه إرسال شقيق أميرهم الذي نصبه حسن باشا ولكن طرده الكونت آلكوادت بعد ذلك. حاول باشا عثماني في مدينة الجزائر أن يثني سلطان المغرب عن ذلك من خلال الدعوة إلى مسيرة ضد الإسبان في وهران، كما أرسل حسن قورصو على رأس جيش تألّف من 5000 فارس و1000 من المشاة و 8000 من القبايل الذين أحضرهم عبد العزيز. وفي أعقاب تحالف عُقد بينه وبين السعديين ضد حكم اسباني في هران، بشرط استرجاع وهران لي إمارة تلمسان زيانية و عدم ضم وهران و تلمسان للحكم عثماني وافق حسن قورصو على عرض سلطان المغربي . بدالك أرسل سلطان المغرب محمد الشيخ ابنيه عبد القادر ومحمد الحراني على رأس 21 ألف فارس و10 آلاف من المشاة. كان الاتفاق أن يلتقي العثمانيين والسعديون في بلدة عين تموشنت وأن يستولي الجيشان المتحالفان على مدينة وهران، إلا أنّ السعديون اكتشفو ان العثمانين يخططو لضم وهران و تلمسان الى الدولة العثمانية. وكان السعديين يتخوفو من سيطرة العثمانية على وهران و تلمسان لان دالك يجعل دولة العثمانية لها حدود مباشرة مع الدولة السعدية و قد يؤدي إلا تفكير الدولة عثمانية لغزو المغرب لاحقا .مما أدى دالك الى تفكير السعدين في سيطرة على تلمسان ووهران و تعين عليها أمير زياني . لكي تكون إمارة تابعة للدولة السعدية وفي نفس وقت تعتبر حد فاصل بين الدولة السعدية و الدولة العثمانية . دخل السعدين إلى مدينة تلمسان وجعلوا أنفسهم سادة المدينة، وسيطر مولاي عبد الله على مدينة تلمسان بحامية قوية تم وجه السعديون انظارهم على مدينة وهران .
وصلت مجموعة من بني عامر كان السعديون يلاحقونها إلى معسكر يقع في إيالة الجزائر العاصمة حيث طلبوا المساعدة، فتقدم حسن كورسو إلى منطقة وادي الشلف حيث كان الجنرال الشريف يقاتل، فطارد حسن قورصو القائد السعدي وهزمه . طلب والي سعدي على تلمسان المساعدة بعد ذلك فأرسل له محمد الشيخ أبنائه الثلاثة،
ووقعت معركة بالقرب من نهر أبو عزون مما أدى إلى انتص السعدين.